# Lino Cignelli
Lino Cignelli OFM (ur. 6 maja 1931 w Lanciano we Włoszech, zm. 8 listopada 2010 w Jerozolimie) – włoski biblista i lingwista (grecysta), emerytowany profesor Studium Biblicum Franciscanum w Jerozolimie, franciszkanin.

## Życiorys
O. Cignelli urodził się w rodzinie Dominika i Hiacynty Gaeta 6 maja 1931 w Lanciano w Abruzji. Do Zakonu Braci Mniejszych - franciszkanów - wstąpił 22 października 1947 (prowincja umbryjska). Po złożeniu ślubów wieczystych w 1952, odbyciu studiów filozoficznych i teologicznych w swej macierzystej prowincji zakonnej i przyjęciu święceń kapłańskich w 1955, doktoryzował się w 1961 w Papieskim Instytucie Wschodnim w Rzymie. Następnie wykładał w umbryjskich seminariach zakonnym i diecezjalnym.
W 1971 rozpoczął pracę dydaktyczno-naukową w Studium Biblicum Franciscanum w Jerozolimie (greka biblijna oraz egzegeza starożytna). W latach 1972–1978 był sekretarzem uczelni, zaś w latach 1978-1984 jej wicedziekanem. Po roku 2002 przeszedł na emeryturę, pozostając jednak w Jerozolimie i prowadząc niektóre wykłady dla wspólnot zakonnych istniejących w Jerozolimie, pełnił jednocześnie funkcję kierownika duchowego.

## Wybrana bibliografia
- Vangelo di S. Giovanni (tłumaczenie i komentarz), w La Sacra Bibbia, Mediolan 1964, str. 1961-2001.
- "La Mariologia di Giovanni Duns Scoto e il suo influsso nella spiritualità francescana", Quaderni di Spiritualità francescana 12 (1966) 89-126.
- Maria Nuova Eva nella Patristica Greca (Collectio Assisiensis 3) Asyż 1966.
- Maria nella famiglia dei poveri, Asyż 1969.
- "Il dono della castità nella scuola ascetica francescana", Quaderni di Spiritualità francescana 18 (1970) 105-147.
- "Il Cristo in S. Bonaventura", in Bonaventuriana (SBF Analecta 9), Jerozolima 1974, 5-68.
- "Il prototipo giudeo-cristiano degli apocrifi assunzionisti", in Studia Hierosolymitana, II 1976, 259-277.
- "Le Saint Joseph des Judéo-Chrétiens", Cahiers de Joséphologie 28 (1980) 197-212.
- "S. Bernardino teologo e apostolo di Maria", in San Bernardino da Siena nel VI centenario della morte, Jerozolima 1980, 45-104.
- Studi basiliani sul rapporto 'Padre-Figlio', (SBF Analecta 15), Jerozolima 1982.
- "Le omelie di S. Girolamo su Marco 1", w Early Christianity in Context. Monuments and Documents, Jerozolima 1993, 487-498.
- “Il ruolo pacifico della presenza francescana in Terra Santa”, w G. Lauriola (pod redakcją), La pace come impegno, Bari 1995, 227-246.
- “Lo Spirito Santo nella teologia giudeo-cristiana”, Collegamento pro fidelitate 1/1999 26-28.
- Sintassi di greco biblico (LXX e NT), Quaderno I.A: Le concordanze, SBF Analecta 61, Jerozolima 2003 (we współpracy z Rosario Pierrim OFM).
- La grazia dei Luoghi Santi, Jerozolima 2005.